# Hans Esser
Pour les articles homonymes, voir Esser.
Hans Esser, né le 15 janvier 1909 à Essen, est un escrimeur allemand.

## Biographie
Il participe à deux éditions des Jeux olympiques. Aux Jeux olympiques d'été de 1936 à Berlin, il est médaillé de bronze en épée individuelle et quatrième en épée par équipes. Aux Jeux olympiques d'été de 1952 à Helsinki, il est éliminé au premier tour en sabre individuel et en quarts de finale en sabre par équipe.
Il est également médaillé de bronze en sabre par équipe au Championnat international d'escrime 1935 et aux Championnats du monde d'escrime 1937.